# Karel Reiner
Karel Reiner (ur. 27 czerwca 1910 w Žatcu, zm. 17 października 1979 w Pradze) – czeski kompozytor.

## Życiorys
Był synem synagogalnego kantora. Ukończył studia prawnicze na Uniwersytecie Karola w Pradze (1933). Kompozycji uczył się w Konserwatorium Praskim u Aloisa Háby (1929–1930 i 1934–1935) oraz Josefa Suka (1930–1931). W 1932 roku zadebiutował na festiwalu Międzynarodowego Towarzystwa Muzyki Współczesnej w Wiedniu swoją I Sonatą fortepianową. W latach 1931–1938 występował jako pianista, wykonując m.in. mikrotonowe utwory Aloisa Háby, od 1934 do 1938 roku współpracował z eksperymentalnym teatrem D 34 Emila Františka Buriana. W latach 1935–1938 i 1945–1947 pisał artykuły i krytyki muzyczne do czasopisma „Rytmus”. W latach 1943–1945 był więźniem hitlerowskich obozów koncentracyjnych: najpierw Theresienstadt, następnie Dachau i Auschwitz-Birkenau. Po 1945 roku kontynuował działalność jako pianista, od 1964 do 1969 roku był przewodniczącym Českého hudebního fondu. W 1967 roku otrzymał tytuł Zasłużonego Artysty (Zasloužilý umělec).
W swojej twórczości kompozytorskiej pozostawał pod wpływem awangardowych idei Aloisa Háby. Po 1945 roku przez krótki czas zwrócił się na krótki czas w stronę muzyki bardziej konwencjonalnej i tradycyjnej w formie, w połowie lat 50. powrócił jednak do nowatorskiego języka dźwiękowego.

## Wybrane kompozycje
(na podstawie materiałów źródłowych)

### Utwory orkiestrowe
- Koncert fortepianowy (1932)
- Koncert skrzypcowy (1937)
- Suita koncertowa na instrumenty dęte i perkusję (1947)
- Divertimento na klarnet, harfę, smyczki i perkusję (1947)
- 3 tańce czeskie (1949)
- Preludium wiosenne (1950)
- Motýli tady nežijí (1959–1960)
- Symfonia (1960)
- Uwertura symfoniczna (1964)
- Koncert na klarnet basowy, smyczki i perkusję (1966)
- Suita koncertowa (1967)
- Koncert na fagot i orkiestrę (1969)
- Promluvy na orkiestrę kameralną (1975)
- Muzyka na smyczki (1975)
- Introdukcja i Allegro (Dyptyk nr 2) (1976)
- Dyptyk nr 1 (1977)
- 3 symfonické věty (1978)

### Utwory kameralne
- 3 kwartet smyczkowe (I 1931, II 1947, III 1951)
- 7 miniatur na kwintet dęty (1931)
- Dvanáct na fortepian i kwintet dęty (1931)
- 2 nonety (I 1933, II 1974)
- Sonata brevis na wiolonczelę i fortepian (1946)
- 4 kompozycje na klarnet i fortepian (1954)
- 3 kompozycje na obój i fortepian (1955)
- Elegia i capriccio na wiolonczelę i fortepian (1957)
- Sonata na kontrabas i fortepian (1957)
- Sonata na skrzypce i fortepian (1959)
- Mała suita na 9 instrumentów dętych (1960)
- 6 bagatel na trąbkę i fortepian (1962)
- 2 kompozycje na obój i harfę (1962);
- 4 kompozycje na klarnet (1963)
- 6 studiów na flet i fortepian (1964)
- Trio na flet, klarnet basowy i perkusję (1964)
- Trio fortepianowe (1965)
- Suita na fagot i fortepian (1965)
- Muzyka na 4 klarnety (1965)
- Črty na kwartet fortepianowy (1966–1967)
- Studium koncertowe na cymbały (1967)
- 2 kompozycje na saksofon i fortepian (1967)
- Sonata koncertowa na perkusję (1967)
- Prolegomena na kwartet smyczkowy (1968)
- 4 skróty na kwintet dęty blaszany (1968)
- 2 duety na 2 flety, 2 oboje, 2 klarnet i 2 trąbki w dowolnych kombinacjach (1969)
- Volne listy na klarnet, wiolonczelę i fortepian (1969)
- Formuły na puzon i fortepian (1970)
- Záznamy na fagot (1970);
- Kresby na klarnet, róg i fortepian (1970)
- Sentence na kwartet fletowy (1970)
- Tercetti na obój, klarnet i fagot (1971)
- Hrátky na kwintet dęty (1971–1972)
- Akrostichon a Allegro na klarnet basowy i fortepian (1972)
- Duo na 2 klarnety ćwierćtonowe (1972)
- Repliky na flet, altówkę i harfę (1973)
- Náměty na gitarę (1973)
- Overtura ritmica na gitarę (1974)
- Sloky na altówkę i fortepian (1975)
- Portréty na trio smyczkowe (1977)
- Dialogy na 2 flety (1978)
- Panely na instrumenty dęte blaszane (1979)
- Hovory na saksofon barytonowy i flet (1979)

### Utwory fortepianowe
- 3 sonaty (I 1931, II 1942, III 1961)
- Minda-Minda (1937)

### Utwory wokalno-instrumentalne
- kantata Bylo jim tisíc let (1962)

### Balety
- Jednota (1933)

### Opery
- Pohádka o zakleté píseň (1949)
- Schustermärchen (1972)